# Meseta de Valdái
La meseta de Valdái o colinas de Valdái (en ruso: Валда́йская возвы́шенность o Валда́й; en letón: Valdaja augstiene) es una sucesión de colinas fuertemente erosionadas en el noroeste de Rusia central. Están alineadas de norte a sur y se encuentran a medio camino entre San Petersburgo y Moscú. Administrativamente, pertenece a las óblast de  Nóvgorod, Tver y Smolensk y tiene una pequeña parte en las de Pskov y Leningrado.
La meseta de Valdái es una extensión septentrional de la meseta central rusa. La cadena de colinas bajas que la conforman está recubierta de materiales de origen glacial. Su altura máxima, el Vyshni Volochok, tiene una altura de 343 metros.
En las colinas de Valdái nacen muchos ríos, siendo los más destacados los ríos Volga (3690 km), Dviná Occidental (1020 km), Dniéper, Lovat (530 km), Msta (620 km), Pola (267 km), Sias (260 km), Mologa (456 km) y Tvertsá (188 km). La meseta cuenta con multitud de lagos de origen glaciar, destacando el Volgo, el Peno, el Seliguer, el Brosno y el lago Valdái. 
Las colinas de Valdái son un destino turístico muy famoso, especialmente para la práctica de la pesca.
- Datos: Q194196
- Multimedia: Valdai Hills / Q194196